# Handball-Oberliga Schleswig-Holstein
Die Handball-Oberliga Schleswig-Holstein der Männer (bis 1966: Landesliga Schleswig-Holstein) war von 1952 bis 2010 die höchste Spielklasse des Handballverbandes Schleswig-Holstein und bis zur Einführung der Handball-Bundesliga im Jahr 1966 gleichzeitig die höchste zu erreichende Spielklasse für Hallenhandball-Mannschaften aus dem Verbandsgebiet.

## Geschichte
Die Spielklasse wurde als Landesliga zur Saison 1952/53 gegründet und umfasste zunächst acht Mannschaften. Durch die Einführung der Bundesliga, für die sich aus Schleswig-Holstein der Vizemeister VfL Bad Schwartau qualifizieren konnte, war die Spielklasse ab 1966/67 nur noch auf der zweithöchsten Ligaebene angesiedelt. 1969 wurde sie durch Einführung der Regionalliga drittklassig, 1981 durch Einführung der 2. Handball-Bundesliga viertklassig.
Durch die Ligastrukturreform des DHB zur Saison 2010/11 wurde die Spielklasse durch Einführung der Handball-Oberliga Hamburg - Schleswig-Holstein als Schleswig-Holstein-Liga fünftklassig.

## Vereine der erstklassigen Landesliga
| - THW Kiel - Kieler MTV - MTV Itzehoe - Lübeck 1876 - VfB Lübeck - Holstein Kiel | - VfL Bad Schwartau - Flensburger TB - TSV Altenholz - Büdelsdorfer TSV - Polizei SV Kiel - Flensburg 08 | - MTV Ahrensbök - Polizei-SV Eutin - Ratzeburger SV - ATSV Stockelsdorf - FT Tungendorf | - LBV Phönix von 1903 - Olympia Neumünster - IF Stjernen Flensburg - Sportfreunde Flensburg - Lübecker Turnerschaft von 1854 |

## Meister
| Saison  | Verein   |
| ------- | -------- |
| 1952/53 | THW Kiel |
| 1953/54 | THW Kiel |
| 1954/55 | THW Kiel |
| 1955/56 | THW Kiel |
| 1956/57 | THW Kiel |
| 1957/58 | THW Kiel |
| 1958/59 | THW Kiel |
| 1959/60 | THW Kiel |
| 1960/61 | THW Kiel |
| 1961/62 | THW Kiel |
| 1962/63 | THW Kiel |
| 1963/64 | THW Kiel |
| 1964/65 | THW Kiel |
| 1965/66 | THW Kiel |
| 1966/67 | THW Kiel |

| Saison  | Verein              |
| ------- | ------------------- |
| 1967/68 | Flensburger TB      |
| 1968/69 | VfL Bad Schwartau   |
| 1969/70 | Lübecker TS         |
| 1970/71 | FT Neumünster       |
| 1971/72 | Frisch Auf Pahlhude |
| 1972/73 | Ellerbeker TV       |
| 1973/74 | TSV Altenholz       |
| 1974/75 | Schleswig 06        |
| 1975/76 | SG Weiche-Handewitt |
| 1976/77 | MTV Herzhorn        |
| 1977/78 | TuS Lübeck 93       |
| 1978/79 | MTV Leck            |
| 1979/80 | Blau-Weiß Wittorf   |
| 1980/81 | TSV Tarp            |
| 1981/82 | SV 1919 Fockbek     |

| Saison  | Verein                   |
| ------- | ------------------------ |
| 1982/83 | TSV Ostenfeld/Wittbek    |
| 1983/84 | Büdelsdorfer TSV         |
| 1984/85 | TSV Ostenfeld/Wittbek    |
| 1985/86 | Bramstedter TS           |
| 1986/87 | Blau-Weiß Wittorf        |
| 1987/88 | TSV Owschlag             |
| 1988/89 | TS Riemann Eutin         |
| 1989/90 | THW Kiel II              |
| 1990/91 | SG Glücksburg-Munkbrarup |
| 1991/92 | HSG Tarp-Wanderup        |
| 1992/93 | MTV Herzhorn             |
| 1993/94 | SV Mönkeberg             |
| 1994/95 | ATSV Stockelsdorf        |
| 1995/96 | DHK Flensborg            |
| 1996/97 | TSV Alt Duvenstedt       |

| Saison  | Verein                           |
| ------- | -------------------------------- |
| 1997/98 | VfL Bad Schwartau II             |
| 1998/99 | SG Niebüll-Süderlügum            |
| 1999/00 | MTV Herzhorn                     |
| 2000/01 | Bramstedter TS                   |
| 2001/02 | HSG Kropp-Tetenhusen             |
| 2002/03 | TSV Kronshagen                   |
| 2003/04 | TSV Hürup                        |
| 2004/05 | HSG Kropp-Tetenhusen             |
| 2005/06 | HSG Schülp/Westerrönfeld         |
| 2006/07 | HSG Hohn/Elsdorf                 |
| 2007/08 | SG Kropp-Tetenhusen-Dithmarschen |
| 2008/09 | THW Kiel II                      |
| 2009/10 | SV Henstedt-Ulzburg              |